# Зельда (роман)
Зельда (англ. Z: A Novel of Zelda Fitzgerald) — біографічний роман Теріз Фаулер про Зельду Фіцджеральд 2013 року. У ньому розповідається про її шлюб із Ф. Скоттом Фіцджеральдом, письменницьку кар’єру пари, стосунки з Ернестом Гемінґвеєм, виховання їхньої дочки Френсіс Скотт Фіцджеральд і погіршення психічного здоров’я та смерть Зельди. За романом зняли  телесеріал «Зельда: Початок усього», який вийшов в ефір у 2017 році після пілотного епізоду 2015 року.

## Передісторія
Книжка описує життя Зельди Фіцджеральд, американської світської левиці, яка стала символом епохи джазу. Вона вийшла заміж за письменника Ф. Скотта Фіцджеральда, який пізніше написав  роман «Великий Гетсбі» (1925). Під час дослідження життя Зельди Фіцджеральд письменниця Терез Фаулер з'ясувала, що її уявлення про цю постать були спотвореними, і надихнулася «виправити запис» у популярній культурі. Перший тираж роману «Зельда» становий 150 000 примірників і його опублікували видавництва St. Martin's Press у США та John Murray у Великобританії.

## Короткий зміст

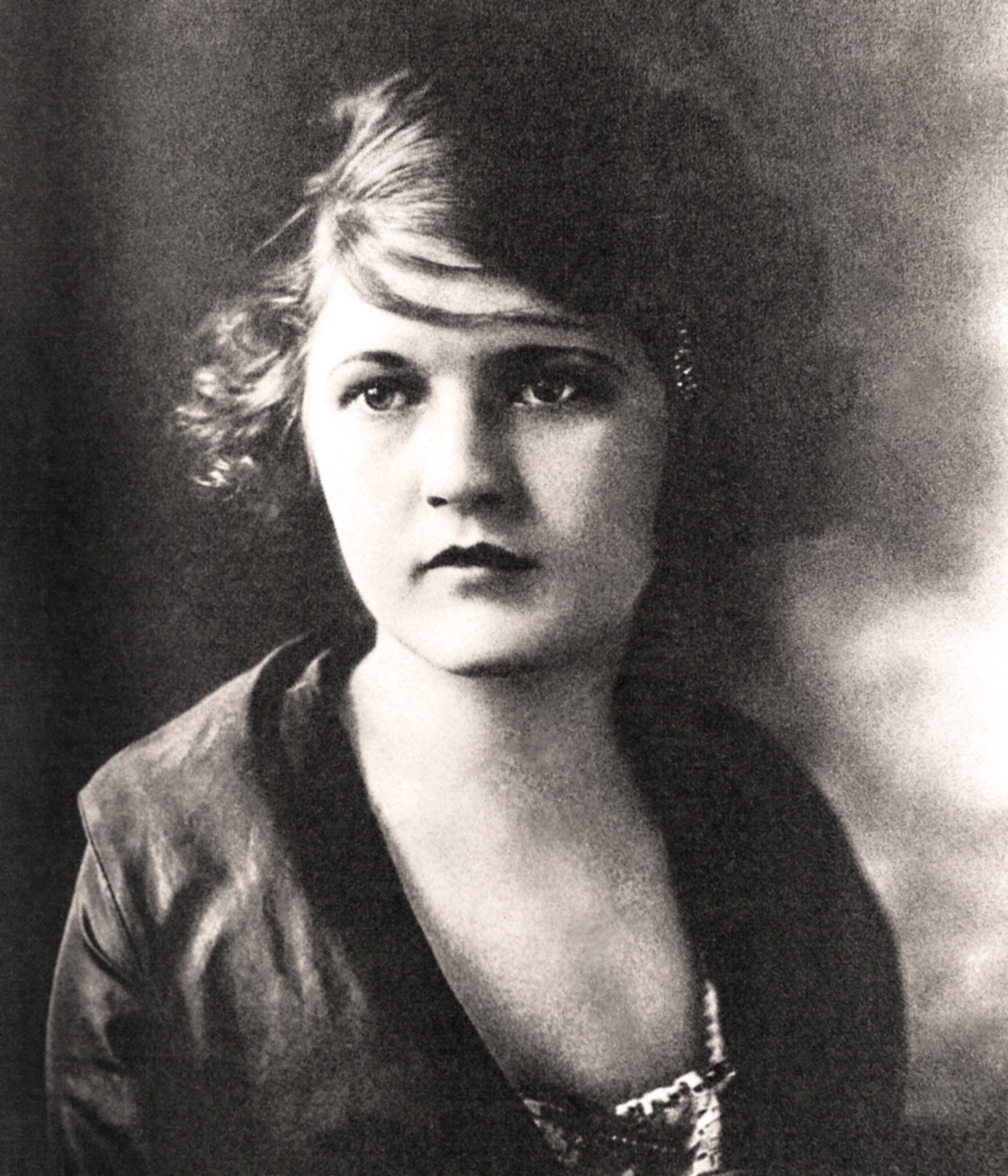
Зельда Фіцджеральд

Книжка є белетризованою розповіддю про життя Зельди Фіцджеральд. У юності, в Монтгомері, штат Алабама, Зельду Фіцджеральд зображено як предмет бажання багатьох чоловіків.Її майбутній чоловік, Ф. Скотт Фіцджеральд, який перебував у Монтгомері як солдат Першої світової війни, запрошує її на побачення, але батько Зельди не схвалює цього, а сам Скотт спершу не має успіху в письменництві. Він досягає слави з дебютним романом «По цей бік раю» (1920), після чого пара починає відвідувати дедалі гучніші вечірки. Роман фокусується на стосунках між Ернестом Гемінґвеєм і Скоттом, а також на тому, як Гемінґвей не любив Зельду. Після того, як у пари народилася донька Френсіс Скотт Фіцджеральд, роман зображує, як Зельда публікує оповідання під іменем Скотта та вивчає мистецтво та балет. Книжка розповідає про психічне захворювання Зельди у наступні роки та її смерть під час пожежі в санаторії.

## Прийняття
У «Нью-Йорк Таймс» Пенелопа Ґрін схарактеризувала його як «досить стриману розповідь, сумлінну, але водночас відсторонену, як це інколи буває, коли матеріал настільки добре відомий», і зазначила, що Зельду зображено як «жваву помічницю свого чоловіка». У змішаній рецензії Леслі Макдавелл з The Independent вважає, що якість книжки погіршується при висвітленні пізнього періоду життя Фіцджеральда. Рецензентка похвалила її за те, що вона «чудово використовує біографічні деталі Зельди та уважно розглядає різні аргументи щодо її життя зі Скоттом», але розкритикувала за відсутність «складніших психологічних аспектів» Фіцджеральда.
На підтвердження книжки як вибору Publishers Weekly, журнал високо оцінив дослідження за межами роману та описав його як «ретельне вивчення їхніх [Фіцджеральдів] знаменитих буремних стосунків, не приховуючи жодної деталі, слідуючи за Фіцджеральдами через менш гламурні частини їхнього життя та більш затемнені моменти історії.  Огляд у USA Today похвалив книгу як «паралельний образ не лише новаторської жінки, а й революційної епохи», відзначивши дослідження як ґрунтовне. Особливо виділили опис історії навколо роману «Великий Гетсбі» як «захопливий», але розкритикували за те, що «експозиційний стиль прози менш динамічний».

## Телевізійна адаптація
Amazon Studios зняли за книжкою  телесеріал «Зельда: Початок усього», пілотний випуск якого вийшов 5 листопада 2015 року, а решта дев’ять епізодів вийшли 27 січня 2017 року. Серіал було продовжено на другий сезон, але пізніше скасовано.

## Переклад українською
2024 року у «Видавництві XXI»  вийшов український переклад роману. Перекладачка — Юлія Любка.